# Soungalo Coulibaly
Soungalo Coulibaly (ur. 1955, zm. 2004) – malijski muzyk, grający na tradycyjnych instrumentach perkusyjnych, mistrz djemby.
Soungalo Coulibaly został wychowany w tradycji ludu Bambara. Jego ojciec był szefem wioski Béléko około stu kilometrów od Ségou, w regionie na południu Mali. 
Pierwsze muzyczne doświadczenia zdobył w bardzo młodym wieku, towarzysząc pracy na roli i grając podczas wiejskich świąt.
Wyjechał z Béléko do Fany, a następnie na Wybrzeże Kości Słoniowej. Bardzo intensywnie ćwiczył na dżembie, korzystając z każdej okazji, aby towarzyszyć mistrzom dżembefola. Kiedy w połowie lat 70. przeprowadził się do Bouaké (Wybrzeże Kości Słoniowej), szybko zyskał sobie sławę dzięki swojej niezwykłej muzykalności i umiejętności dostosowania się do różnych stylów wykonawczych.
Jego muzykalność i wszechstronność znalazła także uznanie w Europie, gdzie regularnie koncertował ze swoją grupą. Soungalo zmarł 9 marca 2004 r. Na raka.

## Dyskografia
- 1989 - Naya! (kaseta i CD)[2]
- 1994 - Laïla Ilala (CD)
- 1995 - Dengo
- 2000 - Sankan Wulila
- 2002 - Sztuka djembe
- 2004 - Live
- 2001 - Mögöbalu
- 2004 - Soungalo Coulibaly Live